# Lato & Fabri Fibra
Lato & Fabri Fibra è il secondo ed ultimo EP del gruppo musicale italiano Uomini di Mare, pubblicato nel 2004 dalla Vibrarecords.

## Descrizione
Rispetto all'album in studio Sindrome di fine millennio (1999), Lato & Fabri Fibra si discosta notevolmente a livello stilistico. Inoltre è il lavoro che chiude definitivamente il progetto Uomini di Mare.

## Tracce
Testi di Fabri Fibra, musiche di Lato.
1. Appena chiami, sai che vengo – 1:09
2. La cosa più facile – 3:39
3. Non farò mai – 3:53
4. Anch'io – 2:37
5. La mia vita – 4:54
6. Appena chiami, sai che vengo (Strumentale) – 1:09
7. La cosa più facile (Strumentale) – 3:39
8. Non farò mai (Strumentale) – 3:53
9. Anch'io (Strumentale) – 2:37
10. La mia vita (Strumentale) – 4:54